# Втеча графів

Редагування Втеча графів (інтерактивна карта)

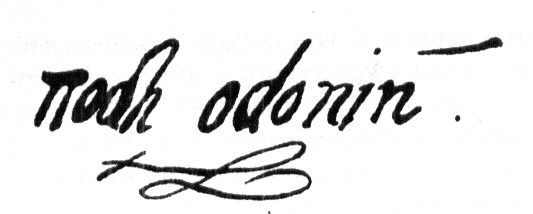
Підпис ірландського ватажка та графа Донеголу Рудого Х'ю О'Доннелла на документі 1601 року.

Втеча графів (ірл. — earl éalaithe) — подія в історії Ірландії, що відбулась 4 вересня 1607 року. Тоді 99 ірландських аристократів, що були нащадками ірландських королів та вождів кланів, що мали титули та володіли землями втекли з Ірландії на кораблях в Іспанію. Це сталося після поразки чергового ірландського повстання проти англійської влади яке очолювали Рудий Х'ю О'Доннелл та Х'ю О'Нілл. Повстання проти англійської влади не вгавали в Ірландії протягом всього XVI століття. Але особливо сильно воно спалахнуло у 1590 році, коли Рудому Х'ю О'Доннеллу та іншим ірландським ватажкам вдалося втекти з англійської в'язниці. У 1602 році Рудий Х'ю О'Доннелл вирушив до Іспанії прости допомоги. Там він був прийнятий з великими почастями, але несподівано помер 10 вересня 1602 року. Після смерті лідера повстання багато ірландських ватажків склало зброю. Ще чинив опір Х'ю О'Нілл, але його сили танули в боротьбі. 30 березня 1603 року Х'ю О'Нілл зустрівся з англійськими представниками і почав переговори про примирення. Був складений письмовий договір з англійською королевою Єлизаветою про примирення. Але насправді королева Єлизавета вже померла, але це приховали від ірландських ватажків. Новий англійський король Яків І прийняв ірландських ватажків Х'ю О'Нілла та Рорі О'Доннелла, визнав їх графами Тірону та Донеголу відповідно. Але ситуація в Ірландії лишалася напруженою. Особливо вона загострилась у 1607 році, коли до будинку парламенту в Дубліні було підкинуто анонімний лист з повідомленням про підготовку ірландцями нового повстання. У листі не зазначалося жодного імені, але стверджувалось про причетність Х'ю О'Нілла та Рорі О'Доннелла до підготовки повстання. Пізніше було доведено, що цю провокаційну фальшивку склав англійський барон Крістофер Лоуренс. Х'ю О'Нілл та Рорі О'Доннелл зрозуміли, що їх збираються вбити і готують розправу над іншими ірландськими аристократами і вождями кланів. У цей час син Х'ю О'Нілла — Генрі повідомив батькові, що підготував корабель в затоці Свіллі для втечі в Європу. Лист від сина Х'ю О'Нілл отримав, коли він з англійським намісником Чічестером відвідував Слейн в графстві Міт. Не сказавши Чічестеру жодного слова, він покинув його і вирушив до Гарета Мора в Меліфонті. Потім несподівано попрощавшись з родиною Мора він вирушив Ретмалена в затоці Свллі, де на нього чекав корабель на чолі з капітаном Джоном Ретом з Догеди. На корабель сіли 99 ірландських аристократів з родинами «лишивши своїх коней на березі без догляду» і 4 вересня 1607 року вирушили до Іспанії. Шторм змусив їх пристати до берега біля гирла Сени у Франції. Французький король їх люб'язно прийняв. Потім вони вирушили до Риму, де отримали прихисток від імені Папи Римського та короля Іспанії. Рорі О'Доннелл помер наступного 1608 року, Х'ю О'Нілл помер у 1616 році.